# Rudolf-Harbig-Gedenklauf

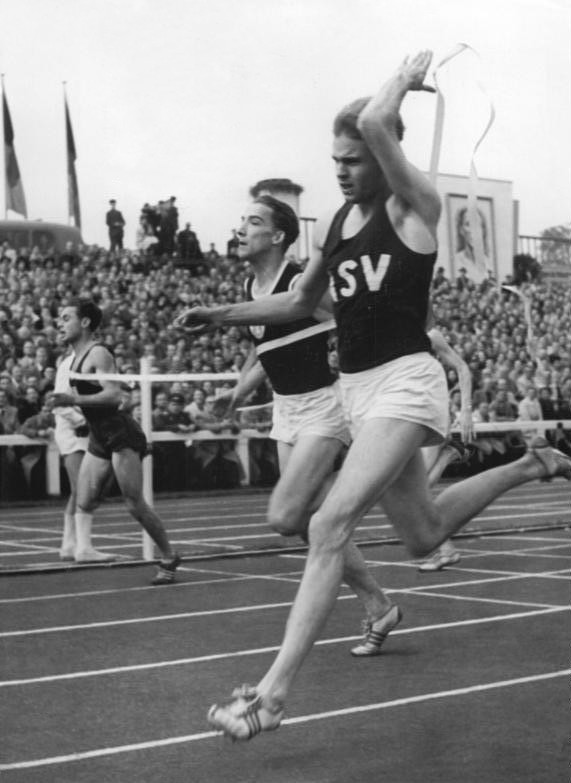
Harbig-Sportfest 1955

Der Rudolf-Harbig-Gedenklauf war ein europäischer Wettkampf über die 800-Meter-Distanz zu Ehren des Dresdner Mittelstreckenläufers Rudolf Harbig. Er fand von 1951 bis 1966 im Rahmen der Harbig-Sportfeste jährlich und 1998 einmalig in Dresden im Rudolf-Harbig-Stadion oder im Heinz-Steyer-Stadion statt.
Der Sieger des Laufes erhielt einen von der Sektion Leichtathletik gestifteten Wanderpreis aus Kristall.

## Sieger
| Jahr | Läufer               | Verein/Land           | Zeit        |
| ---- | -------------------- | --------------------- | ----------- |
| 1951 | Rolf Lamers          | Rot-Weiß Oberhausen   | 1:56,1 min  |
| 1952 | Rolf Donath          | SC Wissenschaft Halle | 1:55,2 min  |
| 1953 | Stanislav Jungwirth  | Tschechoslowakei      | 1:52,3 min  |
| 1954 | Gunnar Nielsen       | Dänemark              | 1:50,2 min  |
| 1955 | Gunnar Nielsen       | Dänemark              | 1:49,1 min  |
| 1956 | Klaus Richtzenhain   | SC Lokomotive Leipzig | 1:49,2 min  |
| 1957 | Svavar Markússon     | Island                | 1:53,1 min  |
| 1958 | Alt Pettersson       | Schweden              | 1:51,2 min  |
| 1959 | Manfred Matuschewski | SC Turbine Erfurt     | 1:50,0 min  |
| 1960 | Rudolf Klaban        | Österreich            | 1:49,1 min  |
| 1961 | Milan Jilek          | Tschechoslowakei      | 1:50,3 min  |
| 1962 | Manfred Matuschewski | SC Turbine Erfurt     | 1:48,5 min  |
| 1963 | Manfred Matuschewski | SC Turbine Erfurt     | 1:51,6 min  |
| 1964 | Rudolf Klaban        | Österreich            | 1:49,5 min  |
| 1965 | Rudolf Klaban        | Österreich            | 1:50,2 min  |
| 1966 | Manfred Matuschewski | SC Turbine Erfurt     | 1:48,6 min  |
| 1998 | Laban Rotich         | Kenia                 | 1:46,35 min |